# Folkways Records
Folkways Records — лейбл звукозапису, заснований Мозесом Ашем, який видавав народну, етнічну та дитячу музику. 1987 року він був придбаний Смітсонівським інститутом та став частиною лейблу Smithsonian Folkways.

## Історія

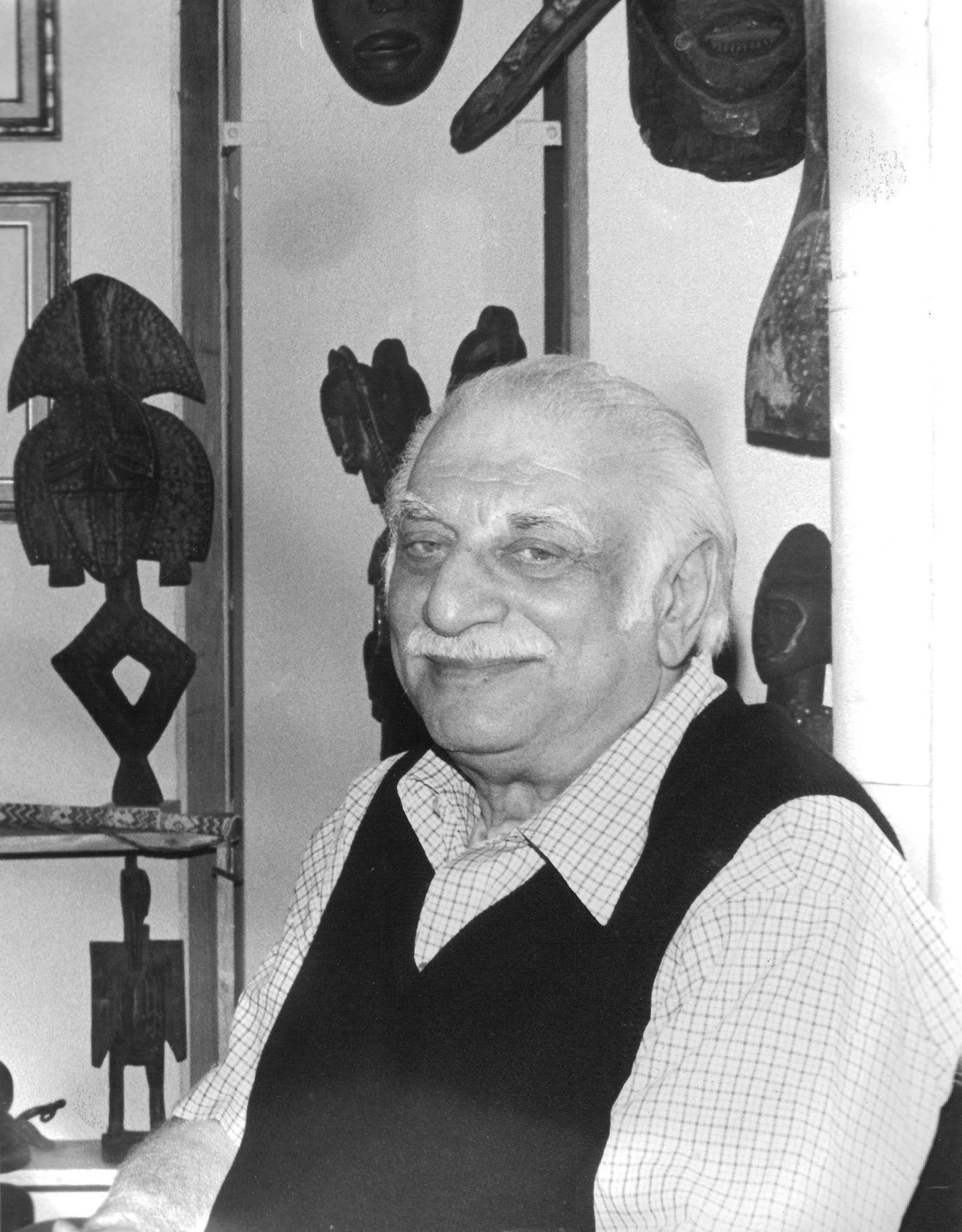
Мозес Аш в офісі Folkways Records в Нью-Йорку. 1978 рік

Компанія Folkways Records & Service Co. та її дочірнє музичне видавництво Folkways Music Publishers, Inc. були засновані Мозесом Ашем і Меріан Дістлер у 1948 році в Нью-Йорку. У той час Гарольд Курландер був редактором бібліотеки Folkways Ethnic Library, і вважається, що саме він запропонував назвати лейбл «Folkways» (укр. Народні традиції). Аш прагнув записувати та зберігати звуки та музику з усього світу. З 1948 року до смерті Аша в 1986 році Folkways Records випустив 2168 альбомів. У грудні 1950 року видавництво Folkways Music Publishers, Inc. було придбано Говардом С. Річмондом. 1964 року Аш допоміг компанії MGM Records заснувати Verve Folkways Records, який у 1967 році перетворився на Verve Forecast Records. Каталог Folkways містить традиційну та сучасну музику з усього світу, а також поезію, розмовну мову, записи голосів людей та природних явищ. Зокрема, лейбл Folkways підтримував таких виконавців, як Вуді Гатрі, Піт Сігер та Ледбеллі, які стали частиною рухувідродження американської народної музики.
Folkways вплинули на ціле покоління фолк-співаків, випускаючи як старовинну музику 1920-х і 1930-х років, наприклад записи Дока Боггса та Кларенса Ешлі, а також сучасних виконавців, на кшталт New Lost City Ramblers. На лейблі Folkways вийшла «Антологія американської народної музики» (Anthology of American Folk Music), а також збірка Семюела Чартерса The Country Blues, яку було видано разом із однойменною книгою. Folkways стали однією з перших компаній, що випускали альбоми етнічної музики, серед яких компіляція Music of the World's Peoples, зібрана під керівництвом Генрі Ковелла. На лейблі також виходило багато альбомів із записами художнього читання та інший незвичайний репертуар.
Центр фольклору та культурної спадщини Смітсонівського інституту придбав каталог Folkways після смерті Аша у 1986 році. Ця угода була ініційована представником інституту Ральфом Рінцлером перед смертю Аша та завершена родиною Аш, щоб забезпечити збереження звуків і виконавців для майбутніх поколінь. У результаті було погоджено продовжувати політику Аша, згідно з якою всі 2168 найменувань мають безперервно видаватися і надалі, незалежно від ринкових продажів. Веб-сайт Smithsonian Folkways містить записи у вигляді потокових семплів, цифрових завантажень без DRM у форматі MP3 і FLAC без втрат, а також розповсюджує їх на компакт-дисках через замовлення поштою. Повний набір записів Folkways також був переданий Альбертському університету, де Майкл Аш, син засновника лейбла, був професором антропології. З моменту придбання Folkways, Смітсонівський інститут розширив колекцію Аша, додавши альбоми кількох інших звукозаписних лейблів, зокрема Cook, Monitor, Fast Folk, Dyer-Bennet і Paredon Records, загалом — понад 300 нових записів.